# 爆笑!ふれあいコメディ こちらかきくけ公園前
『爆笑!ふれあいコメディ こちらかきくけ公園前』（ばくしょうふれあいコメディ こちらかきくけこうえんまえ）は、朝日放送（ABCテレビ）他で2009年4月5日から2010年3月28日まで放送されたコント形式の公開バラエティ番組である。放送時間は毎週日曜日の12:00 - 12:55（日曜笑劇場枠。JST）。ハイビジョン制作、字幕放送を実施。主演は陣内智則、藤井隆、小籔千豊。

## 概要
大阪市の街中（かきくけ公園前交番の中に大阪市浪速区の地図が貼られているため、同区にある架空の地域とされる）にある、かきくけ公園を舞台に、同級生である巡査の陣内、弁当屋の藤井、開業医の小籔の3人を中心に力を合わせ、町の人々の悩みやトラブルを解決していくドタバタ喜劇。レギュラー出演者に警察官役と弁当屋役がいるのは『1、2、駐在さんダァ〜!!』以来、5年振りとなる。
レギュラー出演者は前番組『あったか人情コメディ 湯けむりパラダイス!』から引き続き出演する陣内、未知やすえ、池乃めだか、Mr.オクレを除き、メンバーを一新。2008年M-1チャンピオン・NON STYLEや吉本興業初の女性演歌歌手・水木ケイなど若手を中心に起用している。また2009年3月まで放送されていた『藤井陣内のザ・レジェンド』で陣内と共演した藤井は、レギュラー番組では約12年ぶりになんばグランド花月の舞台に立つ。
2009年のオープニングでは、陣内、藤井、小籔が交替でナレーションを担当していたが、第36話からオープニングがリニューアルされ、本編開始前に舞台裏で陣内、藤井、小籔がトークをする形に変わった。本編放送中は、画面の左下に番組ロゴが半透明で表示されている。
番組は、なんばグランド花月での公開録画で送る。観覧を希望する場合は、朝日放送宛てで観覧希望のハガキを出すか、番組サイトから応募しなければならなかったが、2009年11月30日の18時をもって観覧希望の応募受付を終了。2010年1月収録分からはチケットよしもと・チケットぴあ・ローソンチケット・イープラスでチケットを販売する形式に変更となった。
2009年8月期は夏の高校野球大阪大会中継放送日と日曜日とがかち合わなかったため、通常通り放送された。
2004年から6年間4作続いていた日曜笑劇場での陣内の最終主演作になる。

## 舞台セット内容
下記はいずれも観客側から見た位置。
- はなつき警察 かきくけ公園前交番（舞台右端）
- かきくけ公園（舞台中央）
- メゾン・ド・NGK（コヤブ医院はメゾン・ド・NGKの2階にある）（舞台左奥）
- ふじい亭（舞台左端）

なお中央のかきくけ公園入口前にはベンチがあり、公園の中を通る形で、交番、メゾン・ド・NGKの裏側へ通じる道がある。

## 出演者

### レギュラー
- 陣内智則 - はなつき警察の巡査長。第1話で、かきくけ公園前にある「かきくけ公園前交番」に赴任。それ以来、治安もよくなり、かきくけ公園近隣の住民たちからも慕われていたが、最終話で本署に異動となる。怒ると銃を乱射する癖がある（ただし空砲。稀に観客一人をステージにあげ、銃を撃たせる。）。主にその餌食となるのは藤井夫妻か井上裕介。
- 藤井隆 - 公園前の弁当屋「ふじい亭」の店主。沖縄にダンス留学し、“ダンス三羽烏”の一人として期待されていたが、父親が倒れたため大阪に戻り、後を継いで店を経営している。誠実で優しい性格で妻とラブラブ。結婚前に、やすえに買った500円のおもちゃのペンダントの代わりに、いつか100万円のダイヤモンドのペンダントを贈る約束をしている。酒が一滴も飲めないが、第15話でホストの仕事をしていたことが明らかになる。この他、第30話で俳優の養成所に通っていたことが明かされる。
- 小籔千豊 - 公園横のマンション「メゾン・ド・NGK」内にある「コヤブ医院」の院長（ただし実家は「メゾン・ド・NGK」ではなく、かきくけ公園の近くにある別のマンション[2]）。父親の後を継いで病院を開業した。職業柄、いつもお金はたくさん持っているが、常に父親の脛をかじっている（第39話で毎月800万円貰っていることが判明）[3]。注射が下手で、子供に人気がない。かきくけ公園マラソン大会で一昨年は優勝、去年は準優勝だった。かつては“かきくけ公園の坂田三吉”の異名を持つほどの将棋の腕前だったが、プロ棋士になることを父親から反対され、母親が危篤の時に将棋を指してその死に目に会えず、親戚からそれを責められたのを機会に将棋をやめ、そのまま家を出て一人暮らしを始めた。妹が二人いる（カルチャーセンターの事務員と隣町の女医）。女性に対しては晩生で、友近に思いを寄せている。第11話で実は元暴走族のヘッドだったこと、第26話で腹話術部に所属していたこと、第39話で学生時代に陸上部だった過去が明かされる。
- 池乃めだか - 公園近くの工事現場で働く作業員。かつて警察の世話になった時に陣内と知り合い改心。それ以降、陣内とは「池やん」「兄貴」と呼び合う仲に。賭け事に没頭し、周囲の登場人物に借金をしている。酔っ払うとすぐに寝てしまう。第5話で東京の若者達のカリスマだったこと、また第9話では恐山でイタコの修行をしていたこと、第43話では生き別れた娘がいることが明かされる。
- 未知やすえ - 藤井の妻。「ふじい亭」の客として藤井と知り合い、2009年の初め[4]に結婚。交際中に陣内とも面識がある。いざという時のために、コツコツへそくりを100万円貯めたり、病気で亡くなった藤井の父親との約束である、夫と「ふじい亭」を守っているしっかり者。風来坊の兄がいる。
- 井上裕介（NON STYLE） - かきくけ公園で石田と一緒に歌っているストリートミュージシャンで、ボーカル・ギター担当。その傍ら、石田とともに引越屋やホストなどのアルバイトをしている。イキリ・ナルシスト的言動で、しばしば他のメンバーから不遇な扱いを受ける。突き飛ばされた時、後転や側転などの技を見せる。メジャーリーガーになったイケメンの弟がいる。第2話から登場。
- 石田明（NON STYLE） - 井上と歌っているストリートミュージシャンで、ボーカル・マラカス担当。その傍ら、井上とともに引越屋やホストなどのアルバイトをしている。やや内向的で、押しの弱い性格。実家は豆腐屋で、30歳までにプロデビューできなければ家業を継ぐ約束をしていた。姉がいる。かきくけ公園マラソン大会で昨年優勝。第2話から登場。
- 友近 - 愛媛から上阪し、「メゾン・ド・NGK」の303号室に引っ越してきた女優志望の女性。引っ越してきた直後は藤井夫妻に勧められ「ふじい亭」でアルバイトをしていたが、さまざまな資格を持っていることもあり、仕事が見つかるまでの間「コヤブ医院」でナースとして働き始める[5]。子供たちに人気がある。酔っ払うと小籔のことを「ヤブ」と呼ぶ。実家は愛媛の大地主らしい。高校時代はソフトボール部に所属し、全国大会にも出場経験がある。愛媛で女相撲の横綱だったため、実は力持ち。バレンタインデーの前夜に付き合っていた恋人が亡くなって以来、誰にもチョコレート（義理チョコも含めて）を渡していない。第4話から登場。
- 水木ケイ - 「コヤブ医院」のナースだったが、第5話で演歌歌手に転身。かきくけ公園や各地でキャンペーン活動を行っている。
- Mr.オクレ - 幕間の際に、吊るされた状態で登場するナビゲーター。同様の登場方法で前々作は水晶の精、前作は温泉の精霊として主要人物に助言を与える役割（ほとんど当てにならないが）として存在していたが、今回は直接シナリオに関わる事はない。

### その他
「ふじい亭」の客などの役で、吉本新喜劇やbaseよしもとのメンバーが登場する。
- 市川義一（女と男）[6] - はなつき警察の巡査（第1-3話、第8話、第24話）。サラリーマン（第4・15話）。かきくけ公園の植木市に来ていた老人（第7話）。コヤブ医院の患者（第21話）。
- 島田一の介 - はなつき警察の刑事（第2・3・8・16話）。大阪府警の刑事（第37話）。加護総合病院の事務長（第42話）。
- 若井みどり - かきくけ公園の近所に住む主婦（第1話）。やすえの生け花仲間（第38話）。
- 中山美保 - かきくけ公園の近所に住む主婦（第1話）。隣町の巡査・西野と仲のいいおばあちゃん（第16話）。小林（友近の愛媛時代の同級生）の母親（第28話）。
- 浅香あき恵 - かきくけ公園の近所に住む主婦（第1話）。たむらと窃盗を行うスリ（第7話）。NGK板金工場の事務員（第25話）。やすえの生け花仲間（第38話）。加護総合病院の副理事長（第42話）。ちなみにこの後次期作において病院の理事長役を演じている。
- 和田美枝（女と男）[6] - 子供会のお母さん（第2話）。OL（第4・15話）。かきくけ公園の植木市に来ていた市川の孫（第7話）。コヤブ医院の患者（第21話）。はなつき警察の巡査（第24話）。
- 宮川たま子 - 子供会のお母さん（第2話）。井上のファン（第12話）。近所のお母さん（第17話）。
- 前田まみ - 子供会のお母さん（第2話）。かきくけ公園の植木市に来ていたたかおの孫（第7話）。井上のファン（第12話）。藤井夫妻の結婚式中にやってきたOL（第23話）。NGK板金工場の社員（第25話）。「ふじい亭」の客（第29話）。引ったくりの被害にあったOL（第35話）。
- たかおみゆき - 子供会のお母さん（第2話）。かきくけ公園の植木市に来ていた老女（第7話）。コヤブ医院に診察にきた子供のお母さん（第21話）。迷子の子供のお母さん（第43話）。
- 井上安世 - OL（第4話）。井上と石田のファン（第6話）。「ふじい亭」の客（第15話）。NGK板金工場の社員（第25話）。友近の生け花仲間（第38話）。
- 酒井藍 - 「ふじい亭」の客のOL（第4話）。井上と石田のファン（第6話）。
- 森田展義 - サラリーマン（第4話）。
- 新名徹郎 - サラリーマン（第4話）。NGK板金工場の社員（第25話）。
- 森田まりこ - 井上と石田のファン（第6話）。
- 金原早苗 - 井上と石田のファン（第6話）。
- 山本奈臣実 - 井上のファン（第12話）。
- 水本健一（span!）[6] - はなつき警察の刑事（第7話）。スベラン王国のSP（第12話）。かきくけ財閥会長の秘書（第13話）。はなつき警察の警官（第16話）。NGK板金工場の社員（第25話）。
- マコト（span!）[6] - はなつき警察の刑事（第7話）。スベラン王国のSP（第12話）。かきくけ財閥会長の秘書（第13話）。はなつき警察の警官（第16話）。NGK板金工場の社員（第25話）。
- 吉田裕 - 「ふじい亭」の客（第15話）。
- ぢゃいこ - 近所のお母さん（第17話）。
- ともえ - 近所のお母さん（第17話）。島行きを志願したナース（第21話）。藤井夫妻の結婚式中にやってきたOL（第23話）。「ふじい亭」の客（第29話）。
- オカン（ワタルwithオカン） - たむらの夫（第17話）。島行きを志願したナース（第21話）。
- 兼光貴史（プラスマイナス）[6] - パティシエ（第23話）。
- 岩橋良昌（プラスマイナス）[6] - 藤井夫妻の結婚式中にやってきた客（第23話）。
- 見取慎太郎 - NGK板金工場の社員（第25話）。
- 信濃岳夫 - NGK板金工場の社員（第25話）。
- 音羽一憲 - NGK板金工場の社員（第25話）。
- 清水啓久 - NGK板金工場の社員（第25話）。
- 服部英子 - NGK板金工場の社員（第25話）。
- やなぎ浩二 - 大阪府警の刑事（第28・32話）。
- 坂本純一（GAG少年楽団）[6] - 「ふじい亭」の客（第29話）。かきくけ商店街のアルバイト（第34話）。「ふじい亭」の客のミュージシャン（第36話）。
- 宮戸洋行（GAG少年楽団）[6] - 「ふじい亭」の客（第29話）。かきくけ商店街のアルバイト（第34話）。「ふじい亭」の客のミュージシャン（第36話）。
- 福井俊太郎（GAG少年楽団）[6] - 「ふじい亭」の客（第29話）。かきくけ商店街のアルバイト（第34話）。「ふじい亭」の客のミュージシャン（第36話）。
- 五十嵐サキ - 近所の女の子の母親（最終話）。

## レギュラーのネタ
- 陣内…元妻の藤原紀香に関わるネタで出演者からツッコミを受ける。たむらけんじがゲストの時は、たむらが「あやや」のギャグをしようとする時に声をかけて、観客にうけないようにするのがお約束となっている。
- 藤井、未知…ラブラブダンス（この後、陣内が二人に向けて空砲を撃つのがお約束となっている）。ハッスルダンス（踊りながら、医薬品の名前や懐かしの番組名などを交互に言っていく）。陣内に突き飛ばされた未知がスピンしながら藤井の元にやってきて、二人でポーズを決める。
- 未知…ゲストに「白ブタ」と言われると「おい、誰が白ブタやゴルァ!」と切れ、言われた相手に対してさんざん毒づいた後、最後は「怖かった〜」と可愛く振舞う[7]。
- 小籔、友近…女性シンガーのものまね（青山テルマ、倖田來未など）。「結婚行進曲」のメロディーにのせ、思いついた面白いネタを歌詞にして歌う（陣内や他の出演者に振ることもある）。
- 友近…『吉原炎上』や『極道の妻たち』などの五社英雄監督作品や、かたせ梨乃のモノマネ（友近は五社英雄監督の映画が好きだと公言している）。普通に話していたのが、いつの間にかおっさん（友近がネタで演じるキャラクター・西尾一男）口調になっていく。話の流れから自身が出演するCMの台詞を口にする（DHC、ブタメン、ピップマグネループ、ライオン チャーミークリスタ、日産 NOTE『低燃費少女ハイジ』）。なお、ブタメンの時は小籔が友近の鼻をブタ鼻にしている。第39話では友近がピップマグネループをマラソン大会に参加する小籔に渡していた。
- 友近、池乃…友近の色気に池乃が誘われついていく。
- 池乃…もーいいネタから、最後にレオパレス（陣内）、ロングマン（小籔）、ホワイトポッキー（石田）、ボラギノール（藤井）、ガーリック（未知）を呼ぶ（第14話ゲストのオール巨人をモンスターと呼んだ[8]他、第16話ゲストの西野亮廣をポリデント、第25話ゲストの浅香あき恵をブロッコリーと呼んだ事がある）[7]。
- 陣内、池乃…猫の真似から最後に糞を陣内に投げ、反対に投げ返される。陣内が糞をブロックすることもある[7]。
- 小籔、石田…白い服同士のコンビによる即興漫才。陣内を巻き込む場合もある。
- 小籔…ダチョウのものまね（NON STYLEがダチョウの子供、池乃がダチョウのヒナを演じることもある）。シリアスなシーンの途中、サスペンスドラマで使われているようなBGMや悪いタイミングで事件に関わる物音（銃声や赤ちゃんの泣き声など）が携帯電話の着信音として鳴り[7]、それに出た小籔が電話の相手にたこ焼き店（アメリカ村にある甲賀流たこやきや千日前にあるわなかなど）までの行き方を伝える。電話の相手が石田の時もある。金銭が絡む話の時、他の人が発した金額を勝手に計算して合計金額を発する（例：出演者Aが「50万?」、出演者Bが「50万!?」と言った場合、それに続いて、小籔が「合わせて100万!?」と口にする）。陣内から拳銃をくすねて乱暴な性格になり、出演者に突きつけ、無茶振りをする。（大抵、その後陣内に拳銃を奪い返されて逆に無茶振りをさせられるのがお約束である。）
- 井上…様々な場面でキザな所を見せ、石田たちから「鳥肌製造機」「親指地蔵」などと揶揄される。最後に陣内の「一つだけゆうてええか。頼むから…」の言葉の後に、その場にいるゲストを含めた全員から「死んでくれ」と揶揄されることもある。第41話では、陣内の「お前殺して…」の言葉の後、ゲストを含めた全員から「俺ら死ぬ」と言われたこともあったり、最終話では全員から「死んでくれ」と土下座された。また誰にも相手にされなくなり、井上以外舞台上から誰もいなくなった状態になることもある。みんなで試食をする時に、井上の分を他の人が食べてしまい、一人だけ食べられない。
- 石田、陣内…ボイスチェンジャー付マイクを使ったネタ（石田にマイクを向けられた陣内が匿名インタビュー風に語る流れがお約束となっている。陣内やゲストのたむらけんじにマイクを向け、顔の前に擦りガラスを立てかけたこともある）。シリアスなシーンでの楽器（フルート・横笛・ヴァイオリン）の当て吹き（演奏が上手いことを陣内にツッコまれ、石田に何度演奏させても音が鳴るが、陣内が演奏しようとするとまったく音が鳴らない。またヴァイオリンの時は陣内の頭や腕に弦を当てて、音を鳴らすこともある）。
- 石田…芸人のネタでVシネマ俳優の自己紹介を行う（にしおかすみこの女王様ネタで安岡力也、三瓶の自己紹介ギャグで白竜）。
- 池乃…人捜しや逃走した人を追うのに一人遅れた時は、片腕をプロペラにし、頭の上で回しながら、ヘリコプターで追いかけていくが、途中で操縦不能となり、ふらふらになりながら飛んでいく。
- 小籔、池乃…コブクロのものまね（でっかい奴〔小籔〕とちっちゃい奴〔池乃〕で）。陣内たちから取り上げたものを返すまいとベンチの座席に上り、「取れるもんなら取ってみろ」と言うも、さらに背の高い小籔にあっさり奪われ、池乃が子供のように泣く。
- 小籔、池乃、井上、石田…4人が横一列に並び、携帯電話の電波記号を表す。
- 小籔、井上、石田…水木の去り際のセリフである「キャンペーン行ってきます」をモノマネしながら立ち去ろうとしたり、水掛不動にお参りする[9]。第44話ではダンスしながらキャンペーンに行こうとしたり、石田のボイスパーカッション[10]にのせて、小籔が「千日前ラプソディー」を歌った[11]。第45話では「キャンペーン行ってきます」のイントネーションで、藤井が「シャンパン買ってきます」、小籔が「ちゃんぽん食べてきます」「リンガーハット行ってきます」、池乃が「キンカン塗ってきます」とそれぞれ言って立ち去ろうとした。
- 陣内、小籔…小籔が陣内の拳銃を奪い、銃口を向けた出演者たちに無茶ぶりをする。その後、拳銃を取り上げた陣内も、小籔に対し逆に無茶ぶりをする。倒れた人がいた時、小籔がうろたえながら「早くお医者さん呼んできてくれ!」と言うと、「お前医者や!」と陣内にツッコまれる。
- 藤井…ちあきなおみのものまねをするコロッケの顔まね。その場にいる人たちが揉めた時、本来叩かれる人の代わりに巻き込まれる形で袋叩きに遭い、みんなに蹴られた後、陣内が「隆、大丈夫!?」と聞くと、両手を地面に付き両脚を伸ばした状態でお尻を突き出し「もっと〜!」と要求する。
- 全員…人捜しや逃走した人を追う時、ギャグ漫画の登場人物のように両腕と片足（進行方向側の足）を振り上げて構えてから、走り始める。

## スタッフ
- 作：大工富明、長谷川朝二、久馬歩（ザ・プラン9）
- エンディングナレーション：喜多ゆかり（ABCアナウンサー）
- TD（テクニカルディレクター）：世古章次（東通）
- CAM（カメラマン）：田原恒則（東通）
- MIX（ミキサー）：嶽下学（東通）
- VTR：箕輪憲司（東通）
- LD（ライティングディレクター）：辻本満（NGK）、吉田康志（アーチェリープロ）
- SE（音効）：田口雅敏（戯音工房）
- VE（ビデオエンジニア）：大森喜章（トラッシュ）
- 美術：竹内志朗（シュプール）
- EED（ビデオ編集）：宮本憲一（スタジオ アンカー）
- CG：三好和也（ちゅるんカンパニー）
- 大道具：今川恵子（つむら工芸）
- 小道具：ハヤミチャン（すくらんぶる）
- 衣裳：大槻忠之（大槻衣裳）
- 靴：浪原正人（浪原靴店）
- メイク：MORE
- かつら：長野かつら
- 番組宣伝：岡崎由記（ABC）
- 庶務：田村圭（ABC）
- FD(フロアディレクター)：金琴實（アイ・ティ・エス）
- 演出：藤井武夫、鈴木洋平（ABC）
- プロデューサー：岩城正良、藤井武夫（ABC）、薮内美賀、金子剛（よしもとクリエイティブ・エージェンシー）
- 制作協力：吉本興業
- 製作著作：ABC

## エンディングテーマ
- ザ・クロマニヨンズ「グリセリン・クイーン」（第29話 - 第35話）
- ET-KING「サクラサク」（第36話 - 最終話）

## サブタイトル
| 話数   | 放送日（ABC）  | サブタイトル                           | 作         | ゲスト                                                                                              |
| ------ | -------------- | -------------------------------------- | ---------- | --------------------------------------------------------------------------------------------------- |
| 第1話  | 2009年4月5日   | 警察官はつらいよ 初めてのお手柄!?      | 大工富明   | 中川剛・中川礼二（中川家）、トミーズ健（トミーズ）                                                  |
| 第2話  | 2009年4月12日  | 嗚呼 嫁は強し!? 隆とやすえのラプソディ | 大工富明   | 藤本敏史・原西孝幸（FUJIWARA）、中條健一                                                            |
| 第3話  | 2009年4月19日  | 主人とカーナビ どこ行った!?            | 大工富明   | 島田珠代、おかけんた（おかけんた・ゆうた）、島木譲二                                                |
| 第4話  | 2009年4月26日  | かかってこいストーカー 友近は俺が守る! | 長谷川朝二 | 大木こだま（大木こだま・ひびき）                                                                    |
| 第5話  | 2009年5月3日   | さよなら池やん!?                       | 大工富明   | 高橋茂雄・八木真澄（サバンナ）、中條健一                                                            |
| 第6話  | 2009年5月10日  | 恋する石田君                           | 久馬歩     | 宇都宮まき、浅越ゴエ（ザ・プラン9）                                                                 |
| 第7話  | 2009年5月17日  | 灯台下暗し! 疑う時は身内から!?         | 大工富明   | 宮川花子（宮川大助・花子）、たむらけんじ                                                            |
| 第8話  | 2009年5月24日  | 紅いトカゲにご用心!?                   | 大工富明   | オール阪神（オール阪神・巨人）、渡辺直美                                                            |
| 第9話  | 2009年5月31日  | あの世へ導くおくりびと!                | 長谷川朝二 | ヒデ・ワッキー（ペナルティ）、なだぎ武（ザ・プラン9）                                               |
| 第10話 | 2009年6月7日   | 初恋のエチュード                       | 久馬歩     | 木本武宏・木下隆行（TKO）、中川剛・中川礼二（中川家）                                               |
| 第11話 | 2009年6月14日  | 止まらない恋の大暴走                   | 大工富明   | 里田まい、井本貴史・藤原一裕（ライセンス）、トミーズ健（トミーズ）                                  |
| 第12話 | 2009年6月21日  | 憧れの人はスナイパー                   | 大工富明   | 田村亮（ロンドンブーツ1号2号）、高橋茂雄・八木真澄（サバンナ）                                      |
| 第13話 | 2009年6月28日  | ありがとう! かきくけ公園               | 大工富明   | 梶原雄太（キングコング）、ぼんちおさむ（ザ・ぼんち）、中條健一                                      |
| 第14話 | 2009年7月5日   | 詩吟で親子仲直り あると思います        | 大工富明   | 天津木村・向清太朗（天津）、オール巨人（オール阪神・巨人）、 おかけんた（おかけんた・ゆうた）       |
| 第15話 | 2009年7月12日  | ホストで働くお弁当屋さん               | 長谷川朝二 | 狩野英孝、瀬戸洋祐・ウーイェイよしたか（スマイル）                                                  |
| 第16話 | 2009年7月19日  | となり町から おまわりさんがやって来た  | 大工富明   | 西野亮廣（キングコング）、中川剛・中川礼二（中川家）                                                |
| 第17話 | 2009年7月26日  | 妻と赤ちゃ〜ん どこ行った?             | 大工富明   | 桂小枝、木村明浩・竹若元博（バッファロー吾郎）、たむらけんじ                                        |
| 第18話 | 2009年8月2日   | ああ、妹よ                             | 久馬歩     | 中川剛・中川礼二（中川家）、馬場園梓・隅田美保（アジアン）、 川原克己・瀬下豊（天竺鼠）             |
| 第19話 | 2009年8月9日   | きんにく自慢が大号泣!?                 | 大工富明   | オール阪神（オール阪神・巨人）、高橋茂雄・八木真澄（サバンナ） なかやまきんに君、ビリー・ブランクス |
| 第20話 | 2009年8月16日  | 野菜、時々お兄ちゃん。                 | 大工富明   | ウド鈴木（キャイ〜ン）、中川剛・中川礼二（中川家）                                                  |
| 第21話 | 2009年8月30日  | さよなら? 友近                         | 大工富明   | 川島明・田村裕（麒麟）、中山功太                                                                    |
| 第22話 | 2009年9月6日   | 沖縄から来た男                         | 大工富明   | 山口智充（DonDokoDon）、たむらけんじ                                                                |
| 第23話 | 2009年9月13日  | お兄ちゃんは風来坊                     | 大工富明   | ルー大柴、高橋茂雄・八木真澄（サバンナ）、もう中学生                                                |
| 第24話 | 2009年9月20日  | 銀行強盗と池やん                       | 久馬歩     | 中川剛・中川礼二（中川家）                                                                          |
| 第25話 | 2009年9月27日  | 小籔先生の大失敗                       | 大工富明   | 草野仁、トミーズ健（トミーズ）                                                                      |
| 第26話 | 2009年10月4日  | さようなら石田 解散の危機!?            | 長谷川朝二 | 宮根誠司、山崎邦正、島田珠代                                                                        |
| 第27話 | 2009年10月11日 | がんばれ!! 陣内巡査長                  | 大工富明   | オール巨人（オール阪神・巨人）、たむらけんじ、 おかけんた（おかけんた・ゆうた）                     |
| 第28話 | 2009年10月18日 | 心優しき小林くん                       | 大工富明   | ケンドーコバヤシ、中條健一                                                                          |
| 第29話 | 2009年10月25日 | 坂田六三郎の悩み                       | 大工富明   | 坂田利夫、高橋茂雄・八木真澄（サバンナ）                                                            |
| 第30話 | 2009年11月8日  | 売れない役者                           | 久馬歩     | なだぎ武（ザ・プラン9）、中川剛・中川礼二（中川家）                                                 |
| 第31話 | 2009年11月22日 | 恋♥しちゃったのよ                      | 大工富明   | 虻川美穂子・伊藤さおり（北陽）、宮川花子                                                            |
| 第32話 | 2009年11月29日 | 同級生は焼き肉屋さん?                  | 大工富明   | 島木譲二、たむらけんじ                                                                              |
| 第33話 | 2009年12月13日 | 菅教授の恋心                           | 大工富明   | 菅広文・宇治原史規（ロザン）                                                                        |
| 第34話 | 2009年12月20日 | サンタ泥棒にご用心!?                   | 長谷川朝二 | たむらけんじ、板倉俊之・堤下敦（インパルス）                                                        |
| 第35話 | 2009年12月27日 | 田山さんはダメ警官?                    | 大工富明   | 田山涼成、おかけんた（おかけんた・ゆうた）                                                          |
| 第36話 | 2010年1月10日  | がんばれ! 石田君                       | 大工富明   | 中條健一                                                                                            |
| 第37話 | 2010年1月17日  | 兄貴と池やん                           | 大工富明   | すっちー                                                                                            |
| 第38話 | 2010年1月24日  | 公園前生け花大騒動!!                   | 大工富明   | たむらけんじ、桜・稲垣早希、宇都宮まき、島田珠代                                                    |
| 第39話 | 2010年1月31日  | マラソンはつらいよ                     | 久馬歩     | 高橋茂雄・八木真澄（サバンナ）                                                                      |
| 第40話 | 2010年2月7日   | 将棋とオカン                           | 大工富明   | 藤本敏史・原西孝幸（FUJIWARA）、宇都宮まき                                                          |
| 第41話 | 2010年2月14日  | バレンタインデーの思い出               | 大工富明   | 中田敦彦・藤森慎吾（オリエンタルラジオ）                                                            |
| 第42話 | 2010年2月28日  | 新理事長は白雪姫!?                     | 大工富明   | 加護亜依、ヴァディム                                                                                |
| 第43話 | 2010年3月7日   | 池やんと花ちゃん                       | 大工富明   | 山田花子、中川剛・中川礼二（中川家）                                                                |
| 第44話 | 2010年3月14日  | やすえとおったらおもろいわ             | 大工富明   | ゴリ（ガレッジセール）、ET-KING、中條健一、平山昌雄                                                 |
| 第45話 | 2010年3月21日  | 弟はイケメンメジャーリーガー           | 久馬歩     | なだぎ武（ザ・プラン9）、武田航平                                                                   |
| 最終話 | 2010年3月28日  | さらば陣内巡査長!?                     | 大工富明   | 中川剛・中川礼二（中川家）、たむらけんじ                                                            |

## ネット局

### 現在のネット局
| 放送地域   | 放送局            | 系列               | 放送時間           | 放送開始日    | 備考          |
| ---------- | ----------------- | ------------------ | ------------------ | ------------- | ------------- |
| 近畿広域圏 | 朝日放送          | テレビ朝日系列     | 日曜 12:00 - 12:55 | 2009年4月5日  | 制作局        |
| 山口県     | 山口朝日放送      | テレビ朝日系列     | 木曜 24:45 - 25:40 | 2009年4月23日 | 18日遅れ      |
| 大分県     | 大分朝日放送      | テレビ朝日系列     | 土曜 16:00 - 16:55 | 2009年5月23日 | 27日遅れ      |
| 長崎県     | 長崎文化放送      | テレビ朝日系列     | 土曜 16:00 - 16:55 | 2009年9月5日  | 153日遅れ     |
| 石川県     | 北陸朝日放送      | テレビ朝日系列     | 土曜 16:00 - 16:55 | 2009年10月3日 | 321日遅れ     |
| 鹿児島県   | 鹿児島放送        | テレビ朝日系列     | 土曜 9:45 - 10:45  | 2010年1月9日  | 279日遅れ     |
| 日本全国   | スカイ・A sports+ | CS（朝日放送関連） | こちらを参照       | 2009年6月2日  | 約2ヵ月半遅れ |

### 過去のネット局
- メ〜テレ[17]（2009年4月5日 - 2009年9月27日）
- 九州朝日放送[18]（2009年8月21日 - 終了時期不詳[19]）
- 熊本朝日放送（2010年1月23日 - 2010年3月）

### 不定期ネット局
- 琉球朝日放送 - 沖縄ネタを扱う時だけ放送（第44話を2010年4月9日に放送）。